# Хронологія інформаційно-комунікаційних технологій
Хроноло́гія інформаці́йно-комунікаці́йних техноло́гійАллахвердиев Руслан Сайяфович

## Від прадавніх часів до кінця XX століття
- Датування не встановлене — з'явилася музика і мова людини
- До 3500 р. до н. е. — Інформація древніми племенами передавалася за допомогою малюнків
- 35-е століття до н. е. — З'явилася писемність: в Шумері виник клинопис, а єгиптяни придумали ієрогліфи
- 1500-і рр. до н. е. — У Фінікії з'явився алфавіт
- 26-37 — Римський імператор Тиберій правив імперією з острова Капрі, передаючи сигнальні повідомлення за допомогою металевих дзеркал, що відбивають сонце
- 105 — Цай Лунь винайшов папір
- 600-і рр. — В Індуїстсько-малайській імперії офіційні документи писали на мідних пластинках, в інших випадках для листа використали більш нетривкі матеріали
- 751 — Папір потрапляє в ісламський світ після Таласької битви
- 794 — Перша паперова фабрика побудована ісламськими інженерами у Багдаді, Ірак
- 1040-і рр. — Бі Шен винайшов перші рухливі літери.
- 1450 — Йоганн Гутенберг виготовив друкарський прес і розробив систему набору за допомогою металевих рухливих літер
- 1520 — Кораблі Магеллана сигналили один одному стрільбою з гармат і підйомом сигнальних прапорів
- 1793 — Клод Шапп будує першу протяжну семафорну лінію
- 1831 — Джозеф Генрі пропонує і будує електричний телеграф
- 1835 — Семюел Морзе розробляє азбуку Морзе
- 1843 — Семюел Морзе будує першу протяжну телеграфну лінію
- 1844 — Чарлз Фенерті виготовляє папір з деревної целюлози, усунувши папір з ганчірок, який знаходив обмежене застосування
- 1849 — Асошиейтед Прес організовує в Новій Шотландії філію для прискореної доставки новин з Європи для нью-йоркських газет.
- 1876 — Олександр Грейам Белл і Томас Огастас Уотсон експонують електричний телефон у Бостоні.
- 1877 — Томас Алва Едісон патентує фонограф.
- 1889 — Алмон Строугер патентує прямий телефонний зв'язок.
- 1900 — Реджінальд Обрі Фессенден здійснив першу передачу голосу по радіо.
- 1901 — Гульєльмо Марконі передає радіосигнал з Корнуоллу в Ньюфаундленд через Атлантичний океан.
- 1919 — Почала працювати перша ліцензована радіостанція KDKA AM в Пенсільванії, США.
- 1925 — Джон Лоугі Байрд передав перший телевізійний сигнал.
- 1942 — Хеді Ламарр і Джордж Антейл винайшли псевдовипадкову перебудову робочої частоти при передачі радіосигналу.
- 1947 — Дуглас Ринг і Рей Янг з Bell Labs запропонували мережу, яка згодом привела до створення стільникового зв'язку.
- 1949 — Клод Шеннон, «батько теорії інформації», довів теорему Котельникова.
- 1958 — Честер Карлсон представив перший ксерокс для офісного застосування.
- 1963 — Запущений перший геостаціонарний супутник зв'язку, через 17 років після статті Артура Кларка.
- 1964 — Фірма AT&T почала випуск відеотелефонів.
- 1966 — Чарльз Као приходить до розуміння, що оптичний хвилевод на основі діоксиду кремнію — це практичний шлях передачі світла за допомогою повного внутрішнього відображення.
- 1967 — Тед Нельсон і Ван Дам розробили гіпертекст.
- 1969 — Запущені перші хости ARPANET, попередника Інтернету.
- 1971 — Рей Томлінсон розробив і почав застосовувати електронну пошту.
- 1971 — Ерна Гувер винайшла програмовану пріоритетну комутацію каналів телефонного зв'язку.
- 1977 — Дональд Кнут почав розробку першої системи комп'ютерного верстання TeX.
- 1986 — В Usenet уперше з'явився спам.
- 1989 — Тім Бернерс-Лі і Роберт Кайо в ЦЕРНі розробили прототип системи, яка з часом перетворилася на Всесвітню павутину.
- 1994 — Розроблена технологія Вікі: Уорд Каннінгем.
- 1994 — Створений консорціум Інтернет2.
- 1997 — З'явилися блоги (онлайнові щоденники).
- Наприкінці 1990-х: стали проводитися вебконференції.

## ХХІ століття
- 2005 — Створено суперкомп'ютер Blue Gene: від синтезу білків до моделювання людського мозку[1]
- 2005 — Створено квантовий комп'ютер з лазерною накачкою[2]
- 2005 — Протестовано логічні елементи нанодротового комп'ютера[3]
- 2005 — Відкрито новий тип складних мереж[4]
- 2007 — Молекулярний мікрочип запрацював[5]
- 2007 — Перший спіновий транзистор на основі кремнію[6]
- 2008 — Створено новий клас енергонезалежної пам'яті — пам'яті «на біговій доріжці», або трекової пам'яті.[7]
- 2012 — Створено нову модель штучного мозку[8]